# 斯帕斯克 (克麦罗沃州)
斯帕斯克（羅馬化：Spassk）是俄罗斯克麦罗沃州的市级镇，属塔什塔戈尔区，位于鄂毕河流域内托木河支流孔多马河畔，地处克麦罗沃州南部，在区行政中心塔什塔戈尔西、州府克麦罗沃东南方。东北有同属一区的市级镇舍列格什。
该地2021年人口有1,640人；2010年人口1,703；2002年人口1,596；1989年人口1,661。